# Кітгум
Кітгум (англ. Kitgum) — місто в Північному регіоні Уганди. Адміністративний центр однойменного району. Згідно з переписом 2014 року у місті проживало 44604 мешканців. У місті є дві лікарні, невеликий аеропорт. На околицях знаходиться табір біженців народу ачолі — прихильників Армії Опору Господнього.

## Клімат
Місто знаходиться у зоні, котра характеризується кліматом тропічних саван. Найтепліший місяць — березень із середньою температурою 25.8 °C (78.4 °F). Найхолодніший місяць — липень, із середньою температурою 23 °С (73.4 °F).
| Клімат Кітгума          | Клімат Кітгума | Клімат Кітгума | Клімат Кітгума | Клімат Кітгума | Клімат Кітгума | Клімат Кітгума | Клімат Кітгума | Клімат Кітгума | Клімат Кітгума | Клімат Кітгума | Клімат Кітгума | Клімат Кітгума | Клімат Кітгума |
| Показник                | Січ.           | Лют.           | Бер.           | Квіт.          | Трав.          | Черв.          | Лип.           | Серп.          | Вер.           | Жовт.          | Лист.          | Груд.          | Рік            |
| Середня температура, °C | 25             | 25,7           | 25,8           | 24,9           | 24,3           | 23,6           | 23             | 23,2           | 23,8           | 24,2           | 24,2           | 24,3           | 24,3           |
| Норма опадів, мм        | 14.8           | 25.8           | 69.7           | 139.6          | 161.6          | 123.3          | 156.6          | 175.3          | 129            | 111.1          | 70.2           | 21.4           | 1198.4         |
| Днів з опадами          | 4,4            | 5,9            | 9,7            | 13,8           | 14,2           | 10,6           | 11,9           | 11,9           | 11,4           | 12,6           | 10,5           | 5,5            | 122,4          |
| Вологість повітря, %    | 47.9           | 47.4           | 53.1           | 62.9           | 68.4           | 68.9           | 71.1           | 70.1           | 67.4           | 64.9           | 63.1           | 53.5           | 61.6           |
| ----------------------- | -------------- | -------------- | -------------- | -------------- | -------------- | -------------- | -------------- | -------------- | -------------- | -------------- | -------------- | -------------- | -------------- |
| Джерело: Weatherbase    |                |                |                |                |                |                |                |                |                |                |                |                |                |

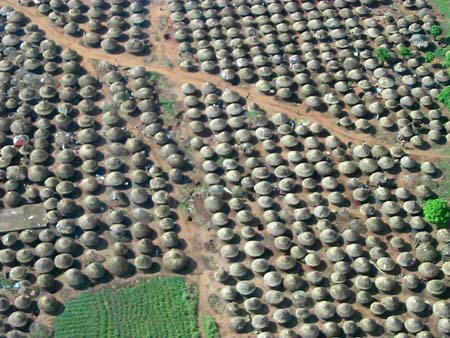
Табір біженців Кітгум
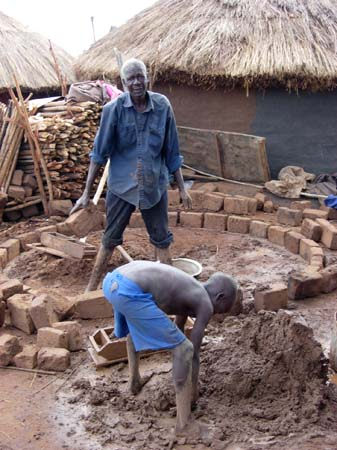
Будівництво нового помешкання у таборі біженців
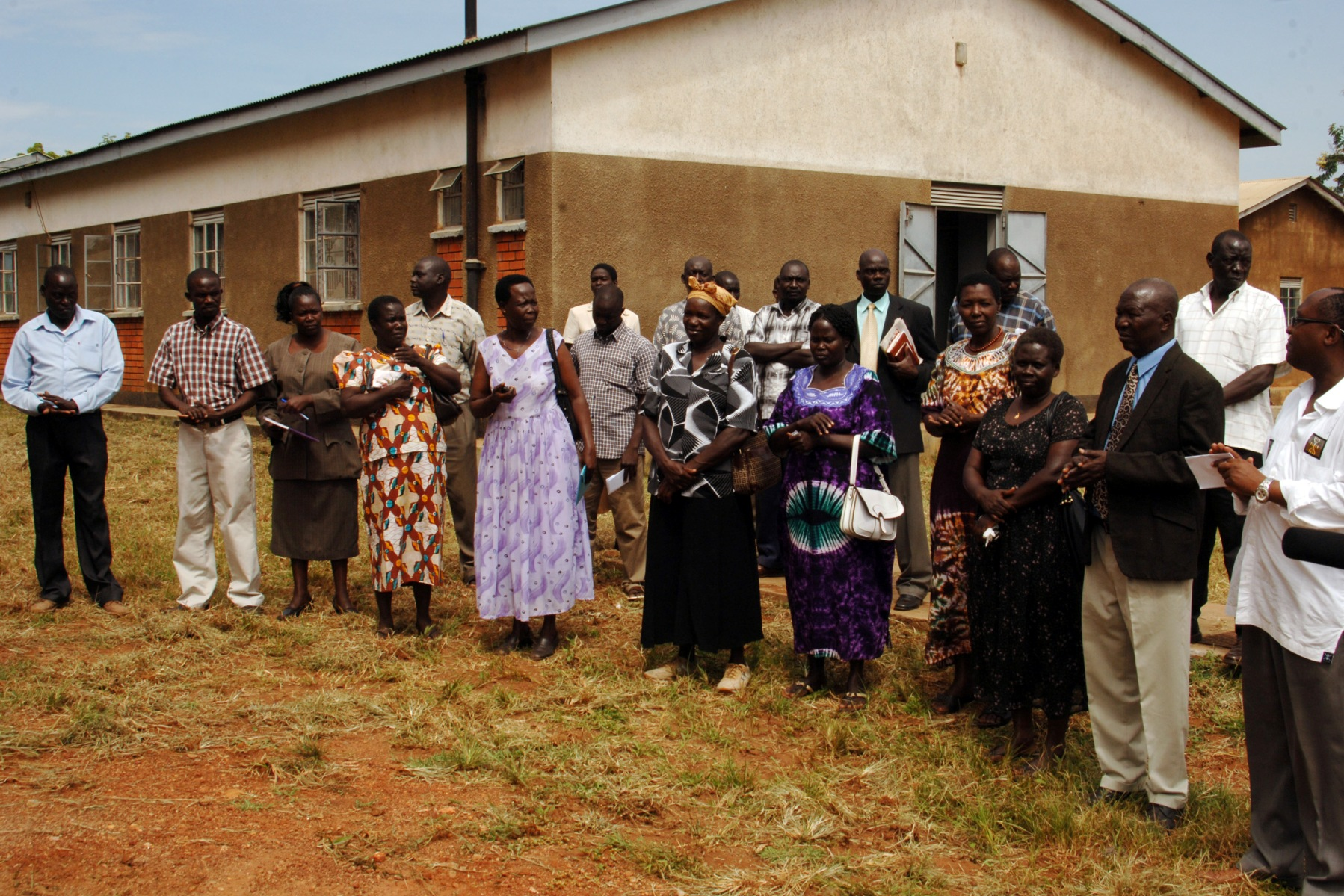
Мешканці Кітгума під час відкриття публічної бібліотеки

## Уродженці
- Моніка Арак де Ньєко (* 1979) — угандійська письменниця, поетеса та есесїстка.